# Jürgen Nöldner
Jürgen Nöldner (* 22. Februar 1941 in Berlin; † 21. November 2022 ebenda) war ein deutscher Fußballspieler sowie späterer Sportjournalist und Buchautor. Der offensive Mittelfeldspieler absolvierte zwischen 1960 und 1969 30 Partien für die DDR-A-Nationalmannschaft. Er schoss während seiner Länderspielkarriere insgesamt 16 Tore. Darunter war das schnellste DDR-Länderspieltor in der 1. Minute des WM-Qualifikationsspieles gegen Österreich am 31. Oktober 1965.

## Herkunft
Nöldner wurde während der NS-Herrschaft im 2. Jahr des Zweiten Weltkrieges in der Reichshauptstadt Berlin geboren. Als er drei Jahre alt war, wurde sein Vater – der Widerstandskämpfer Erwin Nöldner, nach dem heute in Berlin-Rummelsburg der Nöldnerplatz und die Nöldnerstraße benannt sind – von den Nationalsozialisten hingerichtet.

## Sportliche Laufbahn

### Jugend
Jürgen Nöldners Laufbahn begann bei Sparta Lichtenberg und Turbine BEWAG Berlin. Auch für die 15. Grundschule Berlin-Lichtenberg ging er auf Torejagd. 1957 wurde er mit der Jugendmannschaft des ASK Vorwärts Berlin Meister und Pokalsieger der DDR. 1959 erreichte er mit Vorwärts auch im Juniorenbereich das Double aus Meisterschaft und Pokal. Danach wurde er in das Oberligakollektiv übernommen.

### DDR-Oberliga
Für den ASK / FC Vorwärts Berlin sowie nach der Verlegung der Armeefußballer nach Frankfurt/Oder zum 1. August 1971 für den FC Vorwärts Frankfurt/Oder ging die „Kuppe“ genannte Offensivkraft in der höchsten Spielklasse des DDR-Fußballs erfolgreich auf Torejagd. Am Ende seiner Erstligakarriere hatte Nöldner von 1959 bis 1973 insgesamt 285 Einsätze in der Oberliga bestritten und dabei 88 Tore erzielt. Damit gehört er zu den 30 erfolgreichsten Torschützen in der ostdeutschen Erstligahistorie.
Zu seinem ersten Oberligaeinsatz kam Nöldner am 27. September 1959, dem 18. Spieltag der laufenden Saison. In dem Spiel beim SC Einheit Dresden erzielte er mit dem 3:1-Endstand für seine Mannschaft zugleich sein erstes Oberligator. Fünfmal wurde er mit der Mannschaft zwischen 1959 und 1969 DDR-Meister und einmal FDGB-Pokalsieger, wobei er im Finale 1970 mit seinem Tor zum 4:2 gegen den 1. FC Lokomotive Leipzig in der 86. Minute die endgültige Entscheidung herbeiführte. Seine spielerischen Leistungen brachte ihm den Ruf eines „Puskás der DDR“ ein.

### Auswahleinsätze
Sein größter internationaler sportlicher Erfolg war der Gewinn der olympischen Bronzemedaille bei den Sommerspielen 1964 in Tokio mit der Olympiaauswahl der DDR, die unter gesamtdeutscher Flagge antrat. Neben dem im Finale fehlenden Klaus Urbanczyk sowie Otto Fräßdorf und dem viermal erfolgreichen Henning Frenzel gehörte er zu den tragenden Kräften des ostdeutschen Teams. In fünf der sechs Endrundenspiele wurde der Vorwärts-Akteur eingesetzt und erzielte zwei Tore. Das Turnier hätte er aufgrund eines Bandwurms und der daraus resultierenden Formkrise beinahe verpasst. Insgesamt war er für die Olympiaauswahl elfmal (vier Treffer) am Ball.
Mit der A-Nationalelf konnte sich Nöldner nicht für eine WM- oder EM-Endrunde qualifizieren. In 30 beziehungsweise nach FIFA-Lesart 29 Länderspielen traf er 16-mal ins gegnerische Tor. Nur fünf Spieler waren erfolgreicher im DDR-Auswahldress.

## Berufliche Laufbahn

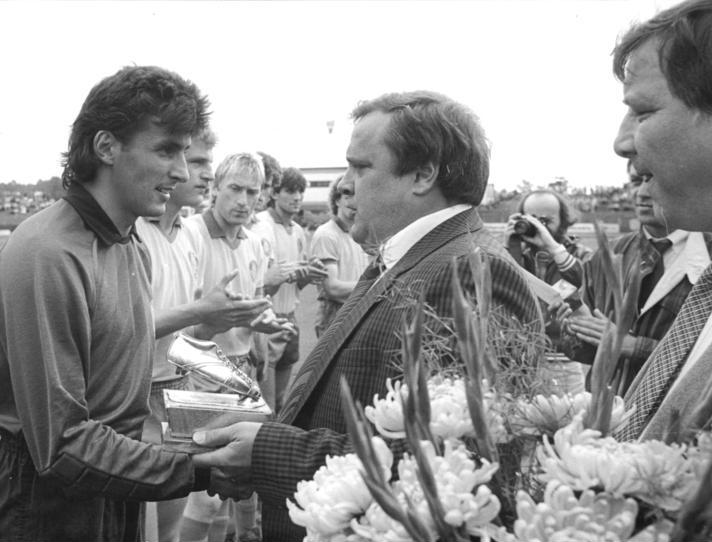
Jürgen Nöldner (Bildmitte) im Jahr 1987

Nach Beendigung der sportlichen Laufbahn 1973 arbeitete Jürgen Nöldner als Sportjournalist, zunächst beim Deutschen Sportecho. Später wechselte er zur fuwo – Die neue Fußballwoche. Beim Verbandsorgan des DFV war der Ex-Nationalspieler in Nachfolge von Klaus Schlegel, zunächst ab Ende 1984 auf Interimsbasis, von 1985 bis 1990 als Chefredakteur tätig. Innerhalb seiner Tätigkeit für den Sportverlag Berlin, in dem fuwo und Sportecho erschienen, war er 1986 und 1988 auch an den WM- und EM-Büchern des Hauses beteiligt. Nach der Wende ging er zum Kicker Sportmagazin. Dessen in Berlin ansässige Nordost-Redaktion leitete er nach der Pensionierung Horst Friedemanns ab 1997 bis zum Ausscheiden aus dem Berufsleben im Sommer 2006. Im Alter von 81 Jahren starb Nöldner in seiner Heimatstadt Berlin.

## Trivia
Der Linksfuß erzielte das schnellste Tor der ostdeutschen Länderspielgeschichte – ausnahmsweise mit dem rechten Fuß. Im WM-Qualifikationsspiel gegen Österreich am 31. Oktober 1965 gelang dem Vorwärts-Akteur in der 1. Minute der 1:0-Siegtreffer.
Nöldner hatte in der NVA den Dienstgrad eines Hauptmanns und war Mitglied der SED.
1963 kürten die Oberligatrainer ihn in einer Umfrage der Zeitung Deutsches Sportecho zum besten halblinken Stürmer der abgelaufenen Spielzeit.
Im Jahre 1966 wurde Nöldner in der DDR zum Fußballer des Jahres gewählt.
Im Vorfeld des 40. Geburtstages der DDR wurde er an der Seite von Manfred Kaiser, Günter Schröter und Dieter Erler ins Mittelfeld des „Allstar-Teams ‚DDR 40‘“ gewählt, das im Mai 1989 beim Fußballfest des DFV in Ost-Berlin vorgestellt wurde. Unter den Einzelspielern hatte der frühere Vorwärts-Akteur bei der Umfrage nach dem „Fußballer DDR 40“ den 10. Rang belegt.